# Леополд III Фридрих Франц (Анхалт-Десау)
Леополд III Фридрих Франц фон Анхалт-Десау (на немски: Leopold III Friedrich Franz, Fürst und Herzog von Anhalt-Dessau, Fürst Franz, Vater Franz; * 10 август 1740, Десау; † 9 август 1817, Десау) от род Аскани, е от 1751 до 1807 г. княз и от 1807 до 1817 г. херцог на Анхалт-Десау.

## Живот
Той е най-възрастният син на княз Леополд II Максимилиан (1700 – 1751) и на княгиня Гизела Агнес фон Анхалт-Кьотен (1722 – 1751), дъщеря на княз Леополд фон Анхалт-Кьотен.
През 1751 г. Леополд остава сирак и е поставен под опекунството и възпитанието на чичо му Дитрих фон Анхалт-Десау. По традиция той служи в пруската войска в Хале. През 1752 г. става региментшеф. През 1757 г. напуска войската.
През 1758 г. със съгласието на император Франц I Стефан той е обявен за пълнолетен и поема управлението в Анхалт-Десау. През Седемгодишната война Леополд е неутрален. На 25 юли 1767 г. в дворец Шарлотенбург Леополд III се жени за братовчедката си принцеса Луиза фон Бранденбург-Швет (* 24 септември 1750, † 21 декември 1811) със съдействието на Фридрих II. Преди женитбата му той има връзка с 15-годишната Йохана Елеонора Хофмайер (1746 – 1816), дъщеря на първия проповедник на реформираната църква в Цербст. От нея Леополд има три деца. Йохана Елеонора Хофмайер се омъжва през 1765 г. за оберщалмайстер Адолф Хайнрих фон Нойтшюц (1730 – 1772).
През 1806 г. Наполеон I го кани в Париж. Една година по-късни (1807 г.) Леополд III Фридрих Франц взема титлата херцог.
Умира през 1817 г. от падане от кон. Негов наследник става внукът му Леополд IV Фридрих.
- Леополд Фридрих Франц
- Леополд Фридрих Франц
- Паметник в Десау от Аугуст Кис
- Медал от 1801 г. по случай 50-годишнто управление на Леополд Фридрих Франц

## Деца
От брака му с принцеса Луиза фон Бранденбург-Шведт има децата:
- дъщеря (*/† 11 февруари 1768)
- Фридрих (* 27 декември 1769, † 27 май 1814), принц фон Анхалт-Десау, ∞ 1792 г. за принцеса Амалия фон Хесен-Хомбург (1774 – 1846)

Деца без право на наследство:
- От връзката му с Йохана Елеонора Хофмайер има децата:
  - Вилхелмина Елеонора Фридерика (1762 – 1762)
  - Франц Антон Йохан Георг граф фон Валдерзе (1763 – 1823), ∞ на 20 май 1787 г. за графиня Луиза Каролина фон Анхалт (1767 – 1842),
  - Луиза Леонора Фридерика (1765 – 1804)

- От допълнитения му брак с Луиза Шох, дъщеря на градинския строителен майстор, която става фон Берингер:
  - Вилхемина Сидония (1789 – 1860), ∞ на 20 юни 1815 г. за Вилхелм фон Гоерне († 1857)
  - Луиза Аделхайд (* 1790 – 1870), ∞ на 19 август 1812 г. за Фридрих Лудвиг Вилхелм Георг фон Глафей († 1858)
  - Франц Адолф (1792 – 1834), ∞ Августа Вилхелмина Рьозер (1793 – 1855)

- От извънбрачната му връзка с Йохана Магдалена Луиза Йегер (* 1763):
  - Франциска (* 1789)
  - Леополдина (1791 – 1847)
  - Амалия (1793 – 1841)

- От извънбрачната му връзка с Фридерика Вилхелмина Шултц род. Фавро (1772 – 1843):
  - Лудвиг Фердинанд Шултц (1800 – 1893)